# Осада Кимберли
Осада Кимберли — одно из важных событий англо-бурской войны. Войска бурских республик в течение 124 дней удерживали в осаде центр алмазодобывающей промышленности Капской колонии Британской империи Кимберли, но не смогли его взять.

## Перед осадой
Кимберли был основан в 1873 году. В годы «Алмазной лихорадки» поселение стало развиваться быстрыми темпами, и уже к 1900 году превратилось в цветущий город с 40-тысячным населением. В 1882 году на улицах появилось электрическое освещение, в 1887 году — прошёл первый трамвай. В 1896 году в Кимберли было открыто первое в Южной Африке учебное заведение, готовившее профессиональных шахтёров и горняков.
Компания Де Бирс была обеспокоена уязвимостью Кимберли со стороны соседнего Оранжевого Свободного Государства. За несколько лет до начала войны, в 1896 году, был образован оружейный склад. Властям был отправлен план обороны города и создана местная оборона. Перед самой войной, 4 октября 1899 года, майору Скотту-Тернеру было разрешено набрать добровольцев и поднять артиллерию на Даймонд-Филдс. Три дня спустя город был передан под командование полковника Роберта Кекевича.

## Осада
12 октября, через несколько часов после истечения срока крюгеровского ультиматума, в Кимберли приехал Сесил Родс. Поскольку большая часть ресурсов гарнизона принадлежала Де Бирс, Родос неизбежно стал важным фактором обороны, организованной полковником Кекевичем.
К 14 октября буры отдельными отрядами кавалеристов сосредоточились вокруг города и блокировали железную дорогу. Они совершали набеги на скот в пригородах, но не пробовали прорвать оборонительную полосу, так как вокруг города не было удобных высот, откуда буры могли бы обстреливать Кимберли. 
Гарнизон полковника Кекевича состоял из четырех рот регулярных войск, 120 человек Капской полиции, 2000 добровольцев, небольшого количества кавалеристов, поддерживаемых шестью 2,5-дюймовых горными орудиями, батареей устаревших семифунтовых орудий и восемью пулеметами «Максим». Охраняемый внешний фронт составлял примерно тринадцать километров и представлял собой великолепные укрепления, построенные вокруг города на вершинах гор отработанной породы.
24 октября гарнизон решил провести разведку. Конные силы, двести семьдесят добровольцев, майора Скотт-Тернера осторожно продвигались на север, пока не наткнулись на противника. Буры, которых было значительно больше, попытались отрезать их, но прибытие двух регулярных рот решило исход дела в пользу британцев, которые в этой схватке потеряли троих убитыми и двадцать одного человека ранеными.
Командир буров, комендант Корнелиус Весселс, 4 ноября предъявил Кекевичу ультиматум, требуя сдачи города, и после его отклонения официально уведомил город об осаде. Стратегия буров заключалась не в том, чтобы атаковать город, а в том, чтобы ждать, пока защитники капитулируют, все время изматывая их обстрелами.
7 ноября начался обстрел города из девяти 9-фунтовых орудий, на который артиллерия гарнизона не могла дать адекватного ответа. В результате двухнедельной бомбардировки было выпущено семьсот снарядов. 
Буры осаждали город 124 дня, обстреливая его почти все дни, кроме воскресенья. Обстрел несколько уменьшился во время битвы при Магерсфонтейне, когда бурские осадные орудия были временно переброшены туда.
25 ноября гарнизон совершил вылазку, полагая, что деблокирующая армия генерала Метьюэна находится недалеко и они помогают его операциям. На бурский редут у Картерс-Ридж, к западу от города, успешно ударил отряд майора Скотта-Тернера из примерно сорока человек. В доказательство своей победы они привели с собой тридцать три пленника.
Всего через три дня Скотт-Тернер возглавил новую операцию, которая оказалась неудачной. После временного успеха британцев отбросили ружейным огнем, и они потеряли убитыми своего командира и двадцать одного человека, двадцать восемь получили ранения.
10 декабря была налажена гелиографическую связь с подходившей с юга армией Метьюэна. 

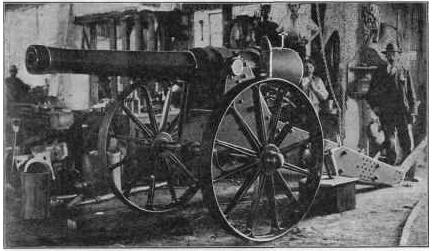
Орудие Длинный Сесил (Long Cecil) в мастерских Де Бирс

Инженеры компании Родса под руководством главного инженера-механика Джорджа Лабрама построили 3,9 дюймовое нарезное орудие, получившее название "Длинный Сесил", из которого 21 января 1900 года успешно обстреляли позиции буров к северу от города. 

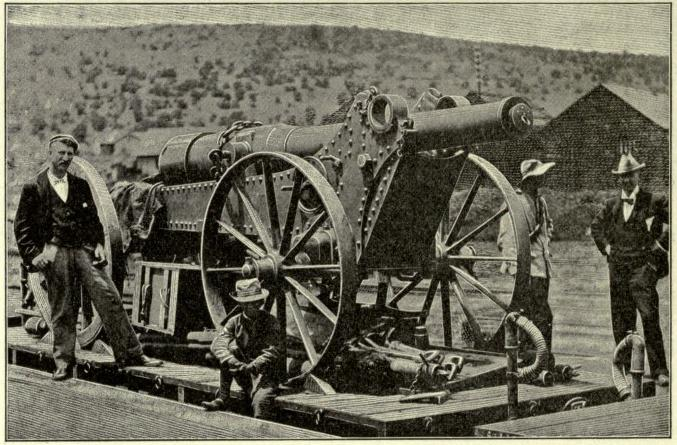
Орудие Длинный Том

7 февраля бурское 96-фунтовое орудие под названием "Длинный Том", переброшенное из-под Ледисмита, открыло огонь с Камферсдама, находящегося в шести с половиной километрах от центра Кимберли. Снаряды били по густонаселённому городу, уничтожая дома и убивая или калеча жителей. Несколько тысяч женщин и детей укрыли в шахты, где в освещенных электричеством штольнях они чувствовали себя в безопасности. 
Снабжение продовольствием и водой строго контролировалось военными властями. По мере того, как запасы продовольствия истощались, было введено нормирование, и  на последних этапах осады жителям пришлось есть конину. Недостаток молока привел к повышенной детской смертности. 
На протяжении всей осады Кекевич совершал многочисленные разведки боем за пределами обороны города, иногда используя бронепоезд. Некоторые из этих столкновений были ожесточенными, с жертвами с обеих сторон, однако они не изменили ситуации. 
В январе 1900 года местное бурское командование перешло от коменданта Весселса к генералу Игнатиусу Феррейре.

## Снятие осады

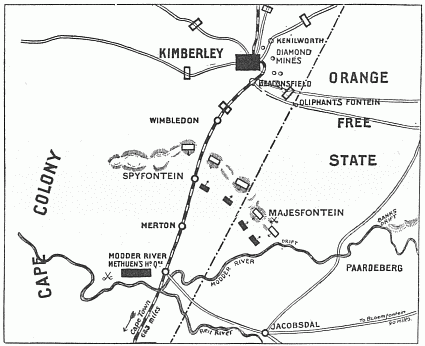
Театр военных действий

Британский главнокомандующий в Южной Африке генерал Редверс Буллер изначально планировал двинуться единым крупным отрядом на бурские столицы Блумфонтейн и Преторию. Однако общественное мнение под давлением Родса, находившегося в Кимберли, и его лоббированием в Лондоне, требовало снятия осады Кимберли, Ледисмита и Мафекинга. Таким образом, Буллеру пришлось изменить свои планы и разделить свои силы: генерал Метьюэн был отправлен на север с целью освободить Кимберли и Мафекинг, в то время как сам Буллер отправился в Наталь. 
Продвижение Метьюэна остановилось после того, как буры нанесли ему тяжелое поражение в битве на реке Моддер и разбили в сражении у Магерсфонтейна. Таким образом, в течение двух из четырёх месяцев осады 10 000 британских солдат у реки Моддер находились в пределах 12 миль (19 км) от Кимберли, и не могли добраться до него. 
В январе 1900 года фельдмаршал Робертс сменил Буллера на посту британского главнокомандующего в Южной Африке. В течение месяца он сосредоточил свою армию в районе между реками Оранжевая и Моддер. Крупнейшая когда-либо собранная британская конная дивизия была создана под командованием генерал-майора Джона Френча путем объединения практически всей кавалерии в этом районе. Новость об обстреле Кимберли из бурской пушки «Лонг Том» достигла лорда Робертса, и его напутственные слова своим офицерам были такими: «Вы должны освободить Кимберли, если это будет стоить вам половины ваших сил».
Вскоре после начала наступления армии Робертса кавалерия Френча отделилась от более медленных основных сил, быстро прорвалась вперед и 13 февраля с боем пересекла реку Моддер в Клип-Дрифте. Фланговый маневр Френча в палящую летнюю жару нанес очень большой урон лошадям и людям, но путь в Кимберли был открыт. К вечеру 15 февраля кавалерия Френча, обстреливаемая со всех сторон бурами, прошла через позиции противника и освободила город.